# 溫德姆 (紐約州)
溫德姆（英語：Windham）是一個位於美國紐約州格林縣的鎮。

## 人口
根據2020年美國人口普查的數據，溫德姆的面積為117.42平方千米，當中陸地面積為117.07平方千米，而水域面積為0.35平方千米。當地共有人口1708人，而人口密度為每平方千米15人。